# Página de hiperenlaces

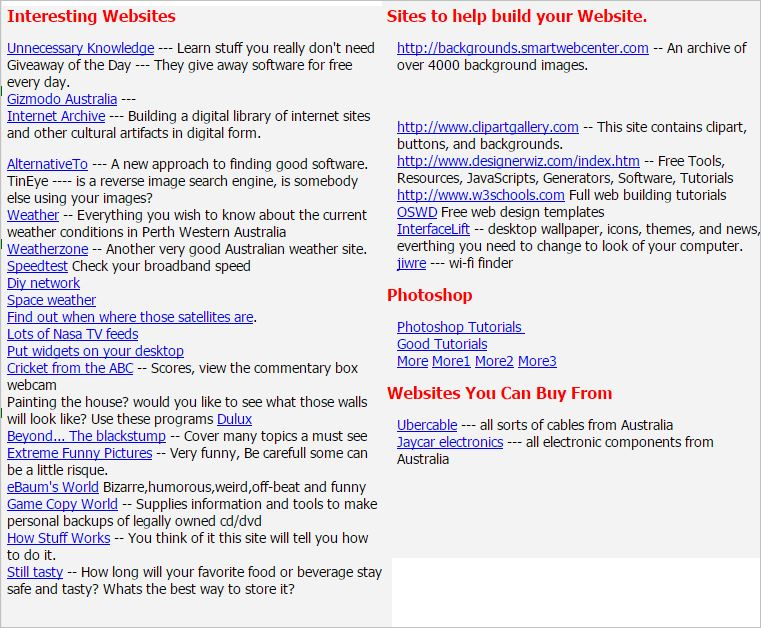
Un sitio web con muchos enlaces.

Una página de hiperenlaces o simplemente página de enlaces es un tipo de página web cuya finalidad es albergar un listado con una serie de hiperenlaces (o hipervínculos) a otros sitios web de interés o estrechamente relacionados con una persona, empresa o institución que sirve para contactarlos en todas las plataformas digitales que se encuentre disponible dentro de Internet. Son comunes en las páginas de cuentas de usuario donde es posible publicar una sola dirección web, lo que permite tener acceso a todos los hiperenlaces de sus redes sociales en Internet en una lista de manera unificada, sirviendo así como una especie de directorio web sobre una misma persona o entidad.
Pese a que surgieron en la Web 1.0 de forma similar a un anillo web, han vuelto a adquirir notoriedad en la Web 2.0, en especial para plataformas virtuales con perfiles de usuario, donde solo es posible añadir un solo hipervínculo en el perfil (como Facebook, Twitter o Instagram), pero que sin embargo, aquellos usuarios no cuentan con una página web personal para agregarlo en ese espacio. 
La compañía WordPress agregó un complemento llamado «MyLinks», donde permite añadir en una página de presentación todos los enlaces de un usuario. Adicionalmente, se han creado varios sitios web especializados en la materia, donde es posible encontrar opciones gratuitas y de pago para añadir enlaces con diseños de página personalizados.